# Ciborie (liturgisch vaatwerk)

Ciborie met deksel op ronde voet, versierd met bloemen, bladranken, engelfiguurtjes, granaatappels. Afkomstig van de paters augustijnen in Nijmegen, uit 1708.

De ciborie is in de katholieke liturgie de kelk waarin de geconsacreerde hosties worden bewaard. In tegenstelling tot de miskelk heeft de ciborie een deksel, waarop doorgaans een rechtopstaand kruisje is bevestigd. Als de ciborie het Allerheiligste bevat hangt men er een ciborievelum overheen en bewaart men haar in het tabernakel. De binnenkant van de kelk ("cuppa") is bijna altijd verguld. Tot het Tweede Vaticaans Concilie was dit verplicht, tegenwoordig gebruikelijk. Daarnaast mocht tot het concilie enkel de geestelijke het liturgische vaatwerk aanraken, met gewijde handen. Daarom moest een koster witte handschoenen dragen om de miskelk, de pateen en de ciborie klaar te zetten of op te ruimen.

## Attribuut in de kunst
Cibories worden ook als attributen aan heiligenbeelden toegevoegd. Een ciborie, beeld van de H. Maagd en in dominicanerhabijt zijn attributen van de H. Hyacinthus; ciborie, kardinaalshoed, franciscaner habijt: attributen van de H. Bonaventura; ciborie, lelie, kruis en habijt der franciscanessen: attributen van de H. Clara, stichteres van de orde van Clarissen.

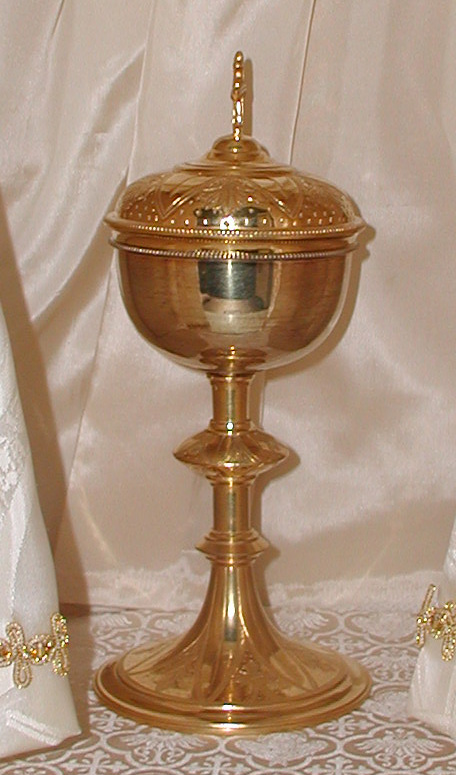
Een ciborie in het tabernakel van de Kluiskerk te Warfhuizen. Om u te laten zien hoe hij eruitziet heeft de broeder het velum er even afgehaald.
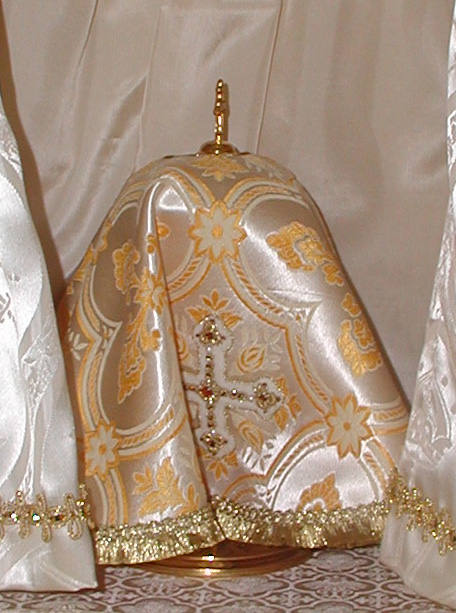
Dezelfde ciborie, maar nu zoals hij normaal in het tabernakel staat, afgedekt met een ciborievelum wat aangeeft dat het Lichaam van Christus erin aanwezig is.
Ciborie op ronde voet, met drie cherubskopjes op eivormige nous. Omstreeks 1731 and 1754.